# Alpe Adria Radweg

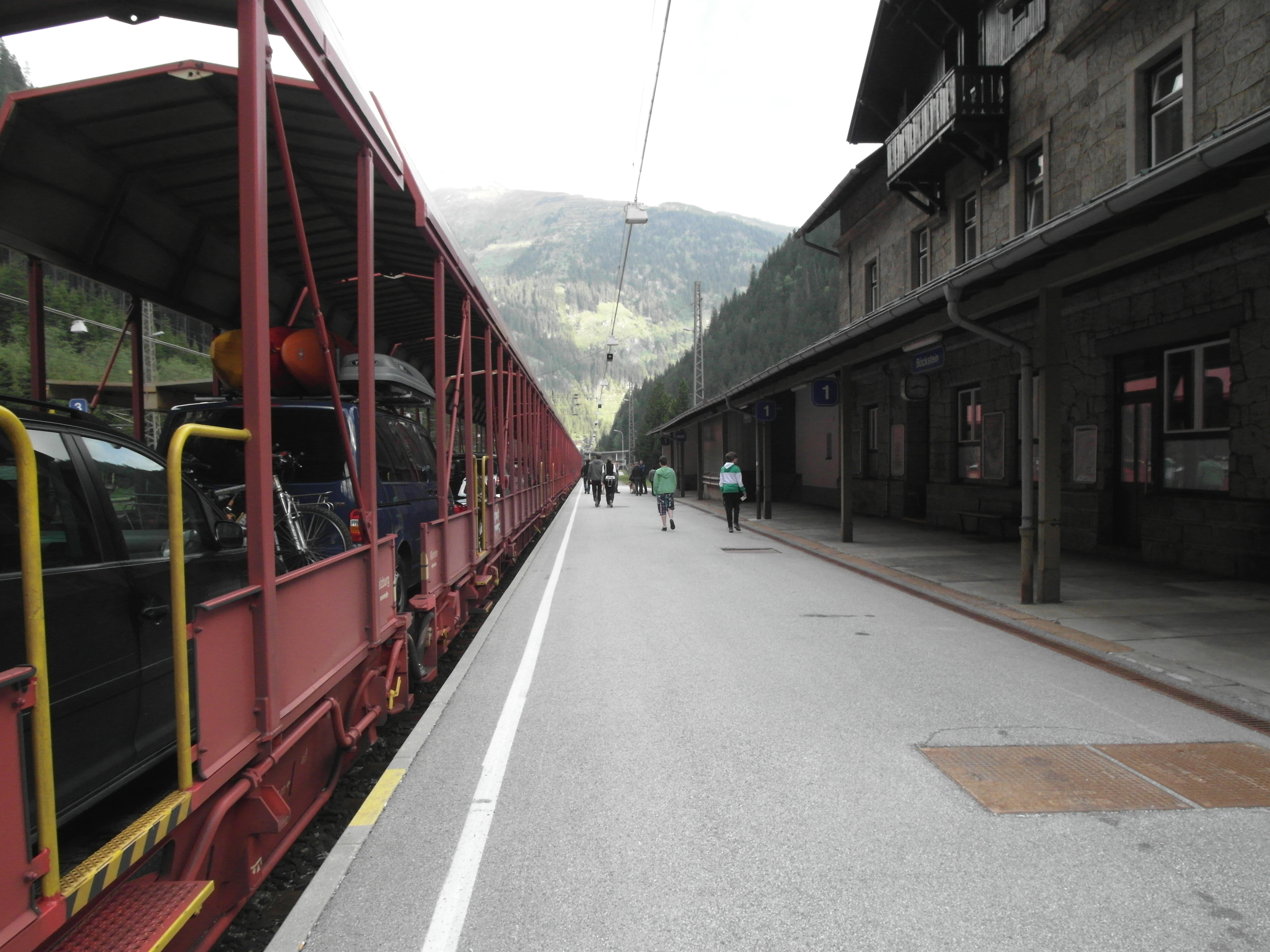
Bahnhof in Böckstein

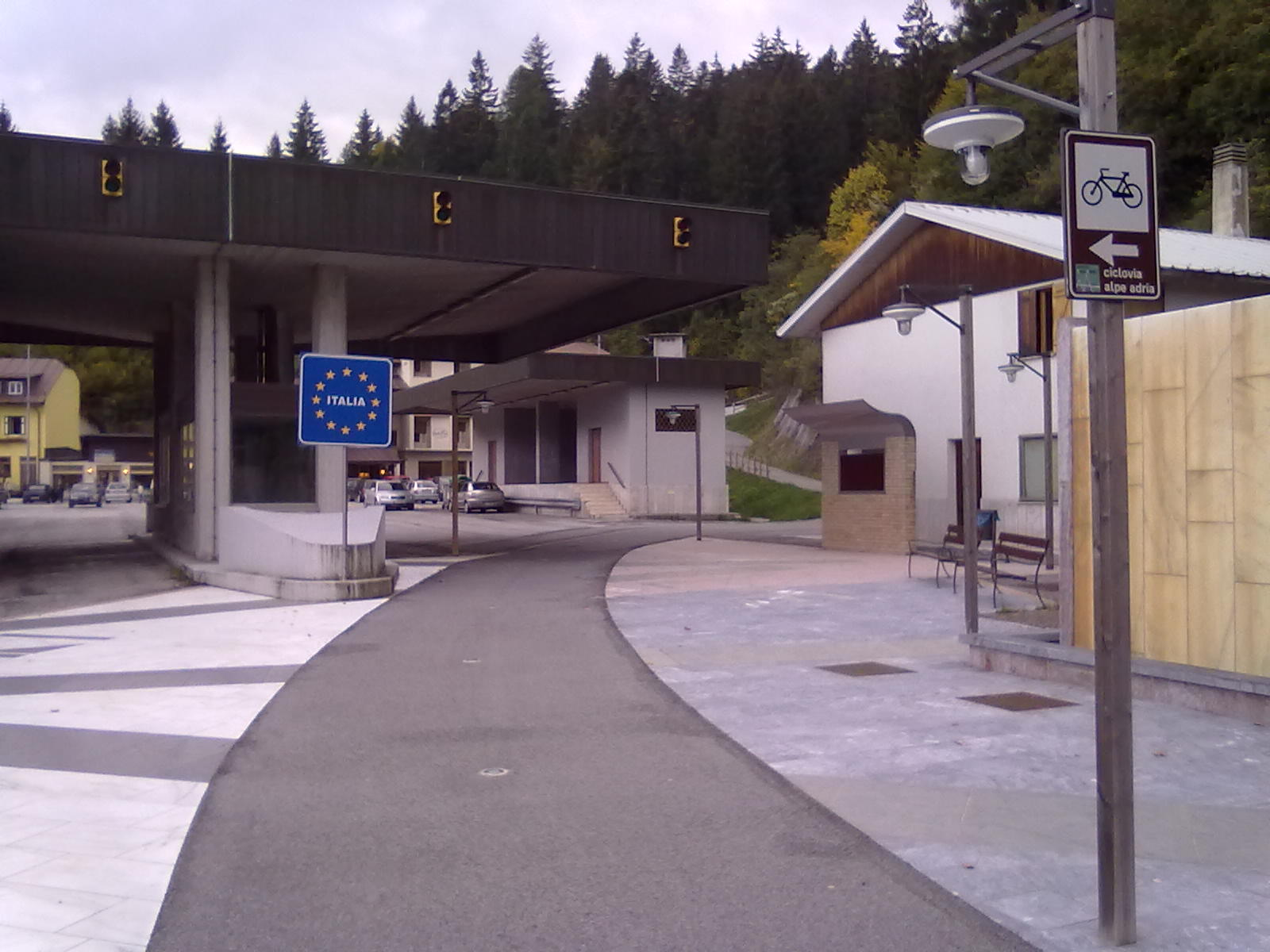
Der Alpe Adria Radweg an der italienisch-österreichischen Grenze

Der Alpe Adria Radweg (auch Ciclovia Alpe Adria Radweg oder italienisch Ciclovia Alpe Adria) ist ein ca. 414 km langer Fernradweg, der vom österreichischen Salzburg über die Alpen ins italienische Grado an der Adria führt.

## Allgemeine Beschreibung
Mit Salzburg als Start-, den Alpen als Etappen- und Grado an der Adria als Zielort verbindet der Radweg äußerst schöne und beliebte Urlaubsziele miteinander. Dadurch und durch den Umstand, dass hohe Alpenpässe durch die Tauernschleuse mit dem Zug überbrückt werden und somit wegfallen, stellt der Radweg seit seiner Eröffnung 2012 eine beliebte, da technisch und konditionell nicht allzu schwierige Transalp dar. Die besten Monate einer Befahrung sind Juni, Juli und September, im August kann es insbesondere im Friaul sehr heiß werden. Ein Großteil des Weges führt über Radwege. Vor allen Dingen in Österreich verläuft die Strecke aber auch über viel befahrene Bundesstraßen ohne jegliche Radinfrastruktur (z. B. nach Pass Lueg Richtung Werfen). Nicht alle Streckenabschnitte sind asphaltiert und rennradtauglich. Die Ausschilderung ist meist gut und einheitlich.
In den Niederlanden wurde der Radweg Anfang 2015 zur Radroute des Jahres ausgezeichnet.

## Etappen
In vielen Reiseführern und Berichten wird die komplette Strecke des Alpe Adria Radweges meist in sechs bis acht Tagesetappen beschrieben bzw. gefahren. Konditionsstarke Radler fahren die Strecke teilweise auch in nur drei Tagen. Die meisten durchradelten Gegenden sind touristisch gut erschlossen, so dass eine individuelle Unterteilung der Etappen meist kein Problem darstellt.

### Salzburg
01. Etappe: Salzburg – Bischofshofen (54 Kilometer):
Ab Salzburg folgt man der Salzach größtenteils flach und auf Radwegen Richtung Süden, ehe zum Pass Lueg die ersten Höhenmeter gemacht werden müssen. Weiter bis Bischofshofen nun teils auf der eher engen B 159 mit Auto- und Schwerverkehr. Dieser Abschnitt ist kein Radweg und nicht tauglich für Kinder.
02. Etappe: Bischofshofen – Bad Gastein (52 Kilometer):
Über St. Johann im Pongau an der Salzach bis Schwarzach, dort beginnt der Anstieg zum Gasteinertal. Das Tal selbst ist wiederum eher flach, steil ist jedoch der Anstieg nach Bad Gastein.

### Kärnten
03. Etappe: Bad Gastein – Spittal an der Drau (59 Kilometer):
Zur Querung des Tauernmassiv wechselt man nach Bad Gastein am Ende des Gasteinertales am Bahnhof Böckstein in einen stündlich verkehrenden Zug, der durch den Tauerntunnel den Alpenhauptkamm in ca. 12 Minuten unterquert. Ab Mallnitz geht es steil ins Mölltal hinab, ehe bei Möllbrücke die Drau mit dem Drauradweg erreicht wird.
04. Etappe: Spittal an der Drau – Villach (39 Kilometer):
Von Spittal nach Villach folgt man weiter der Drau ohne Steigungen.

### Friaul-Julisch Venetien
05. Etappe: Villach – Tarvis (37 Kilometer):
Noch in Villach wird vom Drau- auf den Gail-Radweg gewechselt, dem bis Arnoldstein gefolgt wird. Hinter dem Ort geht es ansteigend zur österreichisch-italienischen Grenze. In Italien (dort wird der Weg auch FVG1 – Friuli-Venezia Giulia 1 genannt) geht es auf einem gut ausgebauten, separaten Radweg nach Tarvis.
06. Etappe: Tarvis – Venzone (60 Kilometer):
Die ca. 50 km zwischen Tarvis und Resiutta folgt der Radweg großteils der Trasse der alten, stillgelegten Pontebbana-Eisenbahnstrecke durch das Kanaltal, wo er den Saifnitzer Sattel überquert, und den Canal del Ferro (Eisental). Der Abschnitt ist durchgehend asphaltiert, abseits von Straßen und mit vielen Raststationen ausgestattet.
07. Etappe: Venzone – Udine (55 Kilometer):
Meist über wenig befahrene Nebenstraßen oder Radwege geht es durch das mitunter noch recht hügelige Friaul nach Udine, der nach Salzburg größten Stadt entlang der Tour.
08. Etappe: Udine – Grado (59 Kilometer):
Die letzte Etappe führt eben durch die Planstadt Palmanova und die Römerstadt Aquileia, ehe über einen Damm Grado erreicht wird.

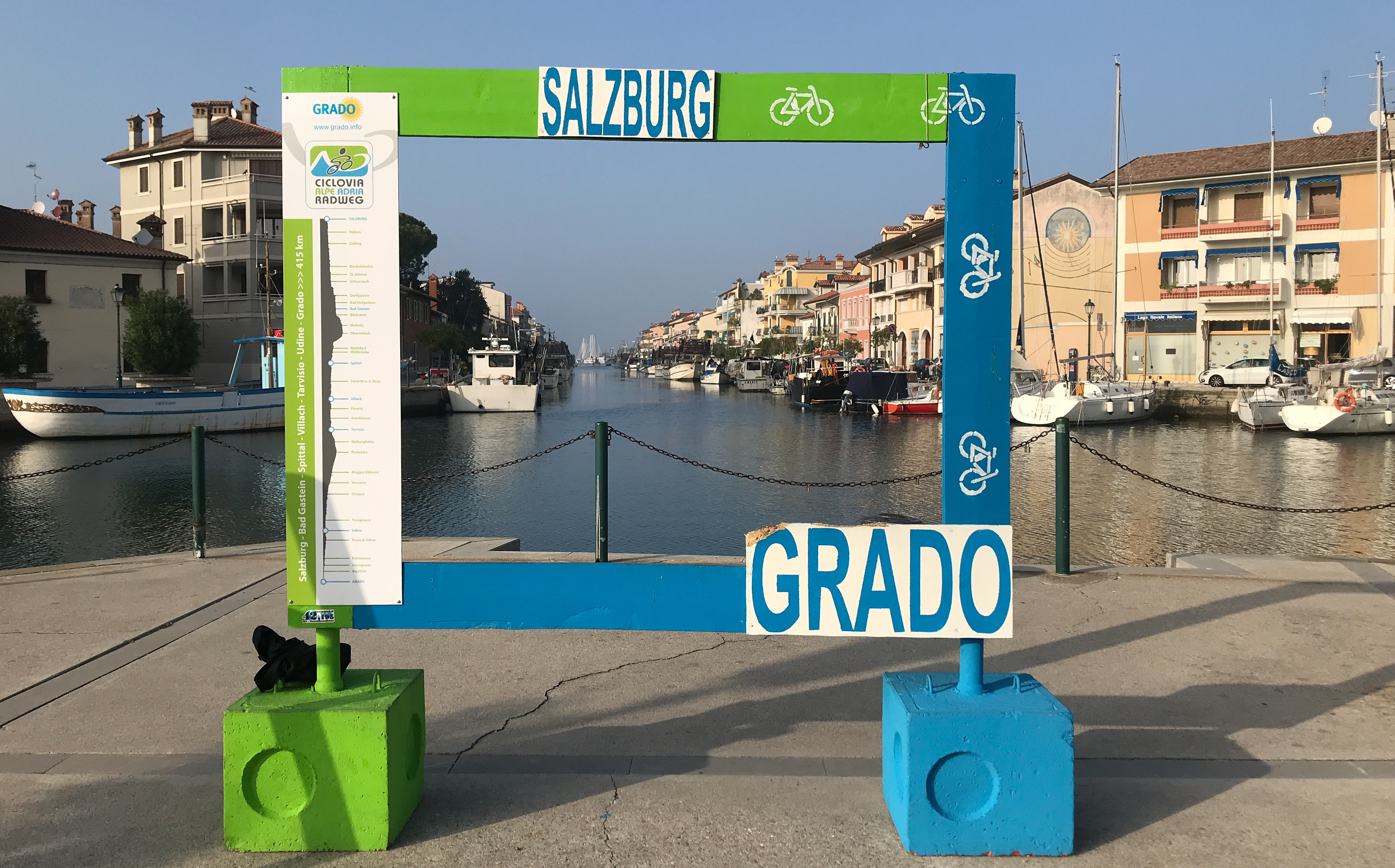
Ciclovia Alpen Adria Radweg, 415 km von Salzburg (AT) nach Grado in Friaul-Julisch Venetien (IT)
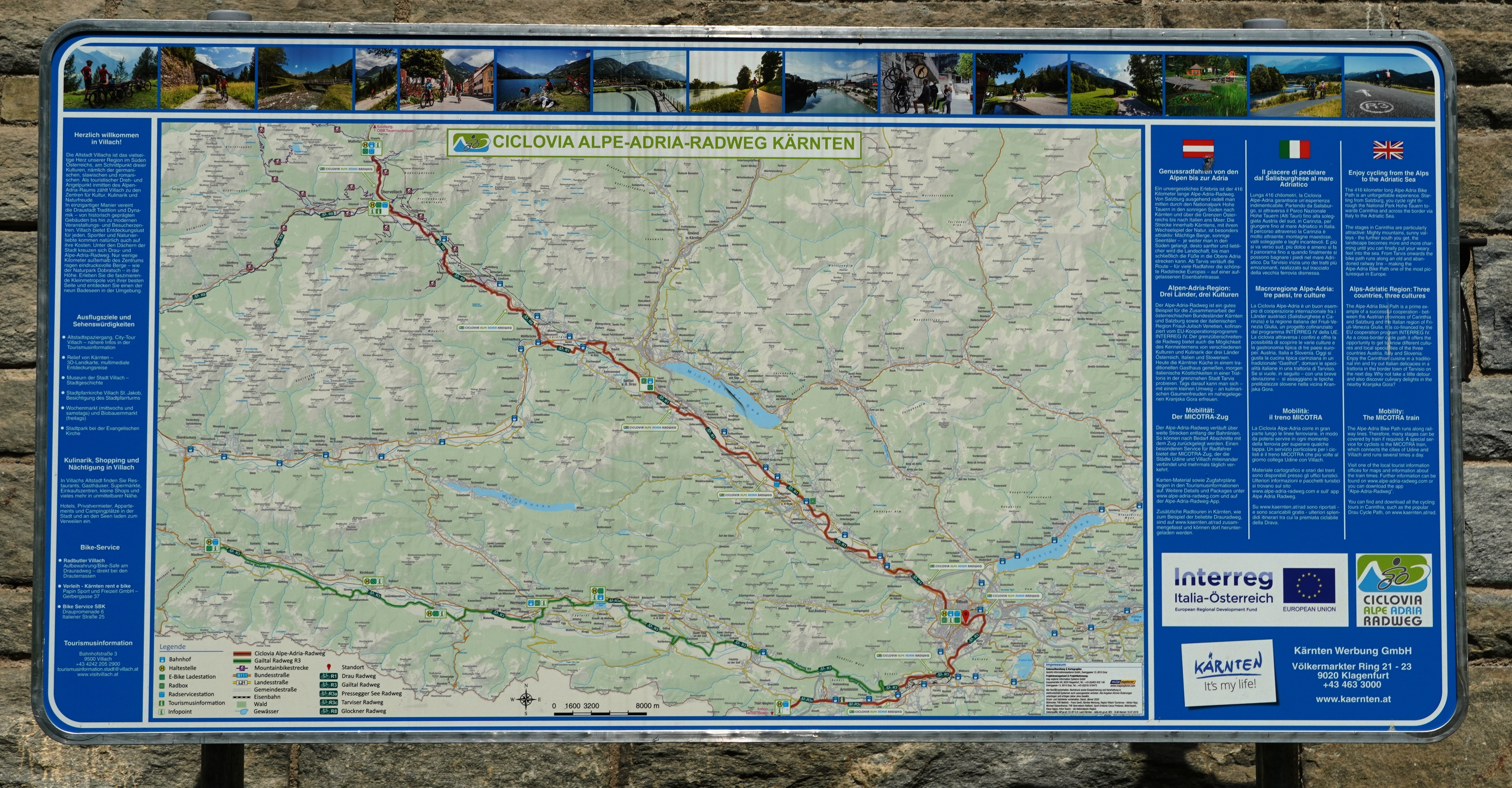
Infotafel Ciclovia Radweg in Kärnten
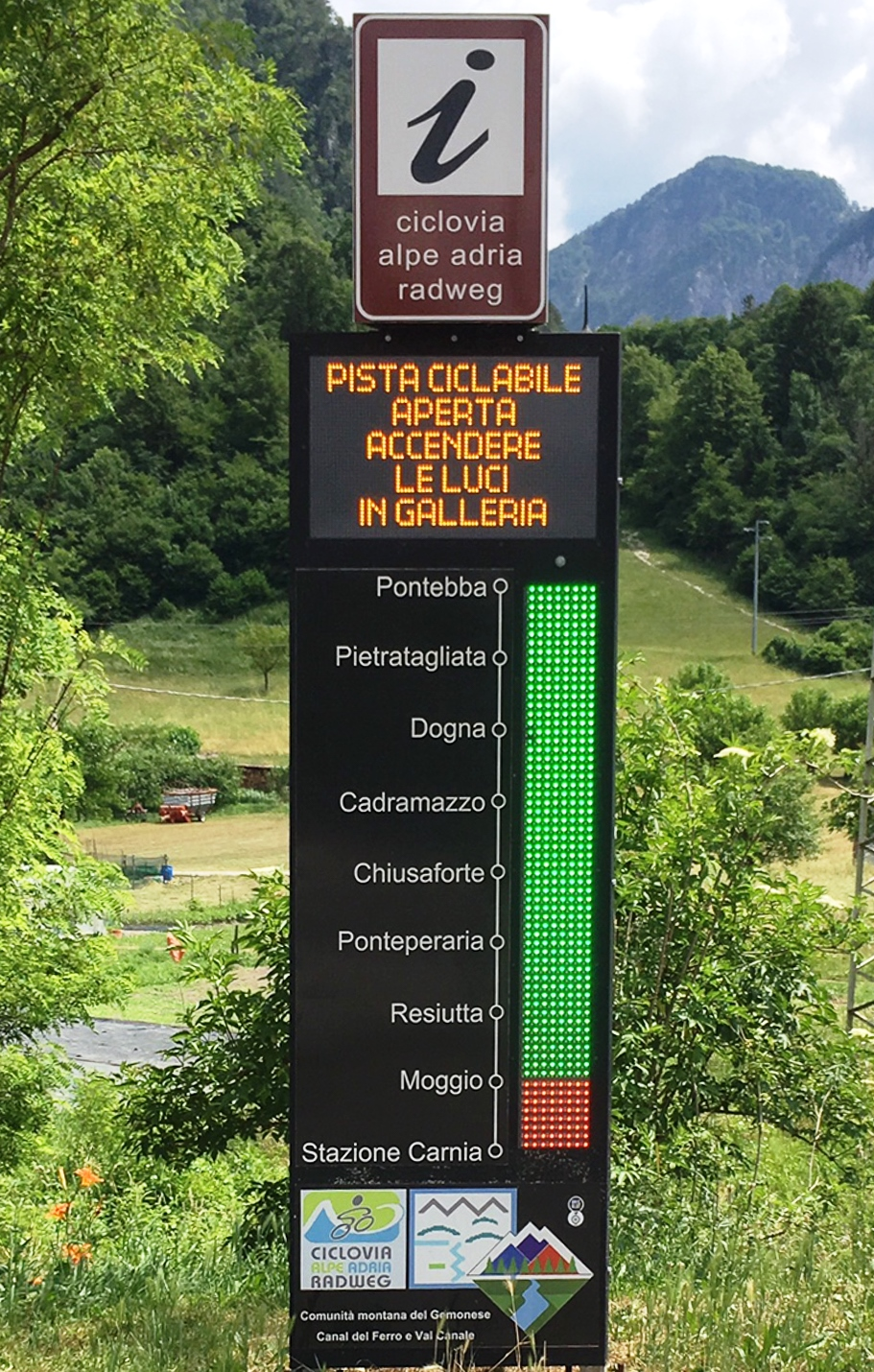
Ciclovia Val Canale (IT), Stationen im Kanaltal am Alpe Adria Radweg
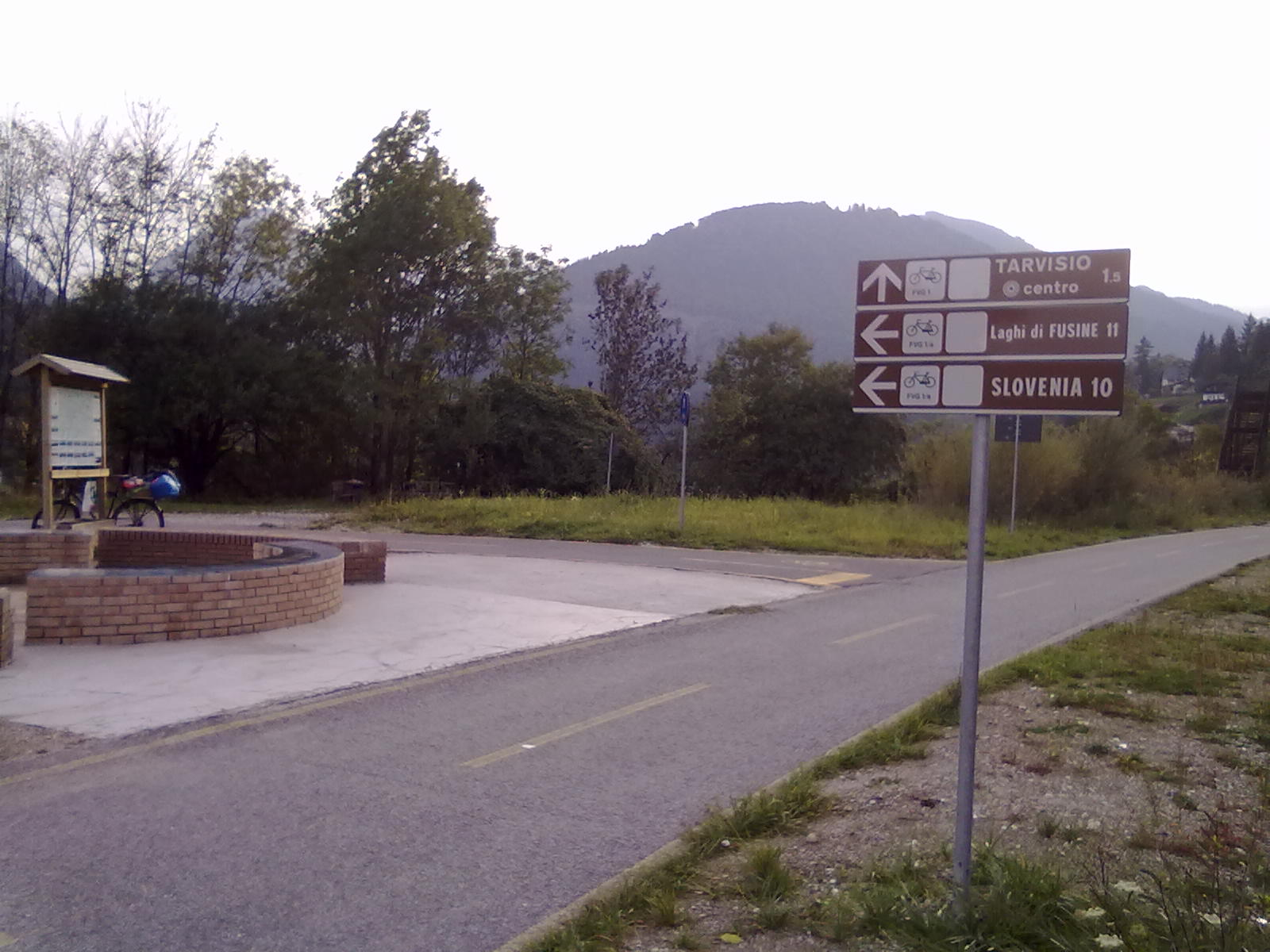
Vor der Abzweigung nahe Tarvisio
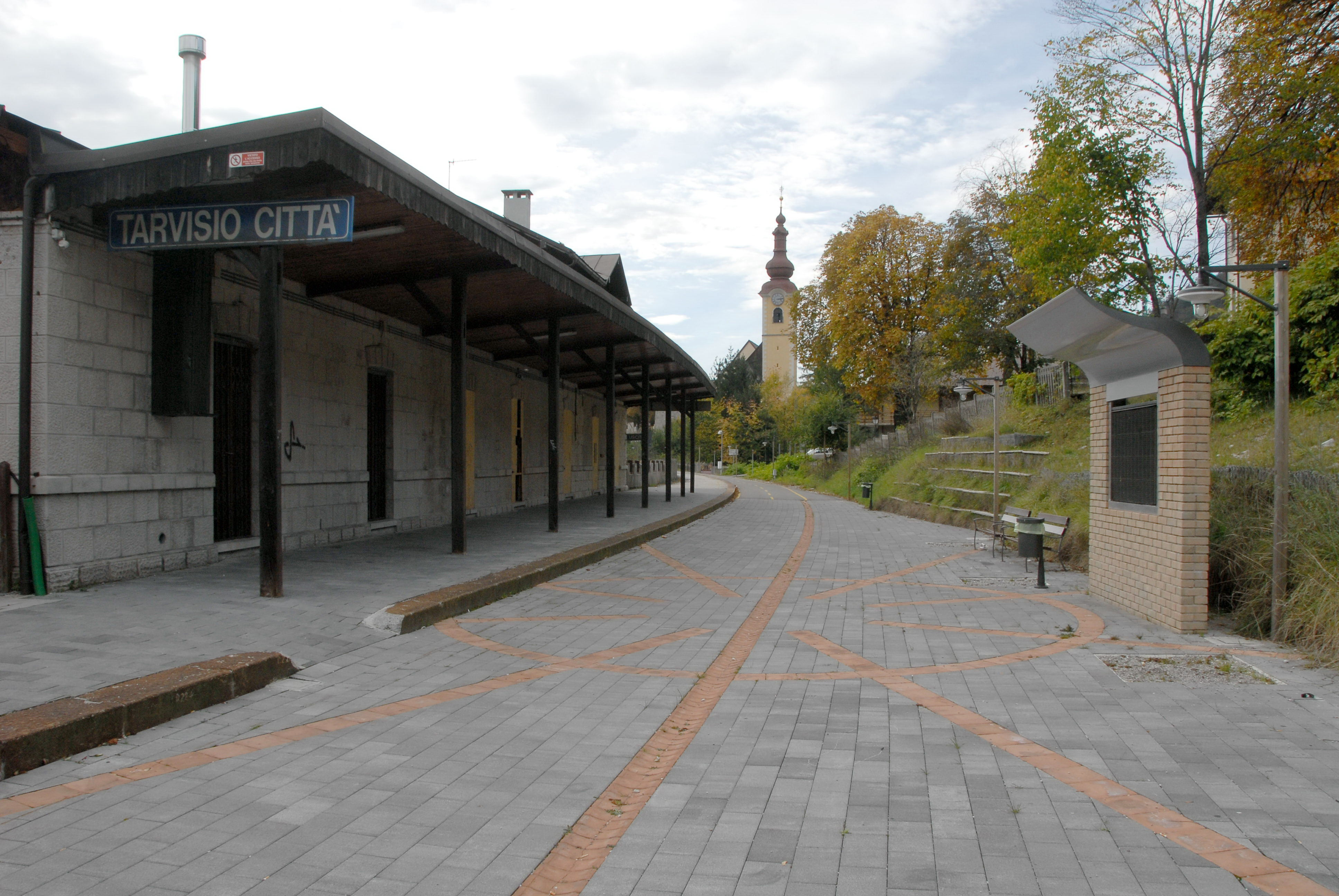
Am alten Bahnhof Tarvis-Stadt vorbei
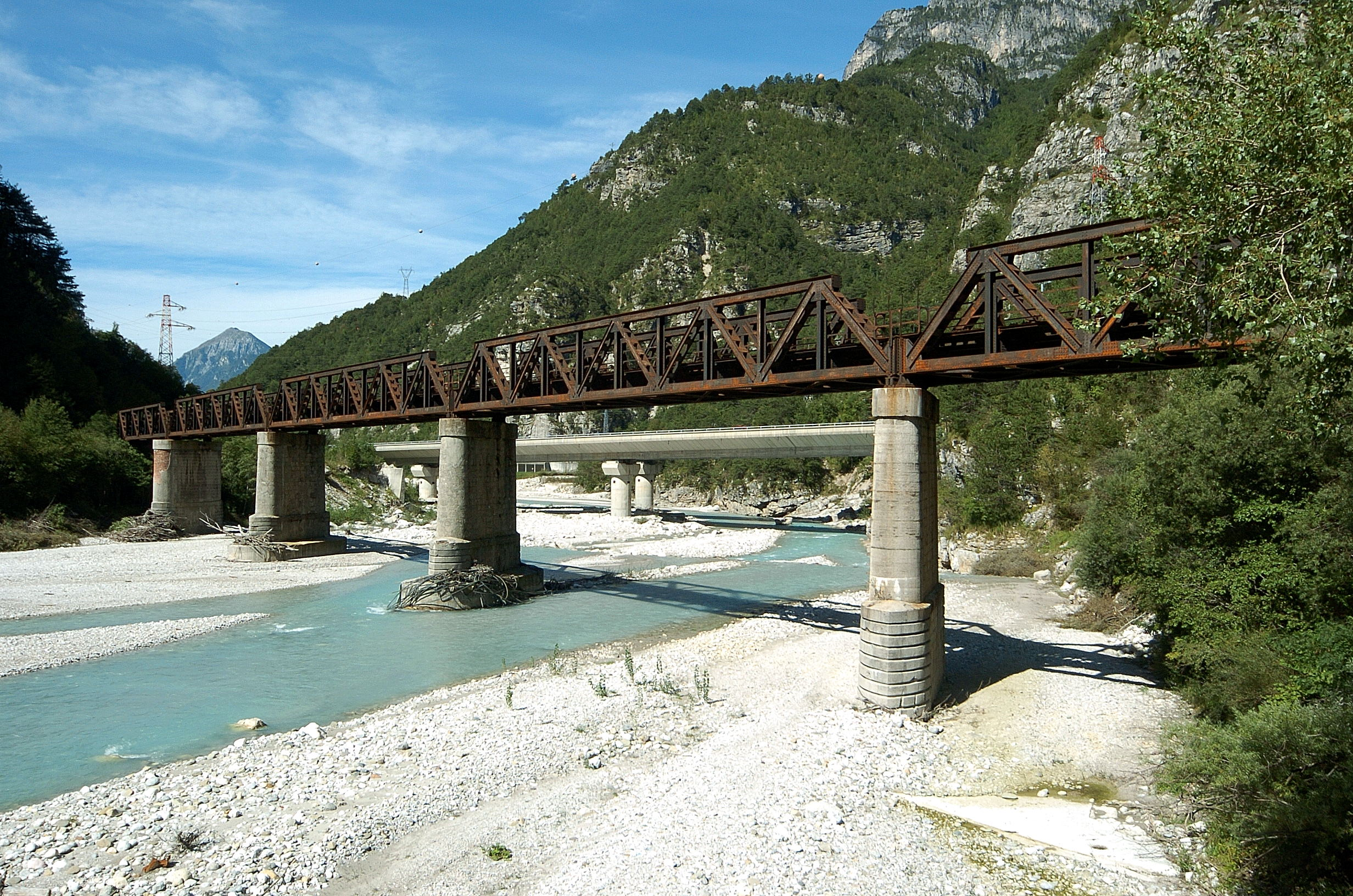
Über die Fellabrücke vor Resiutta
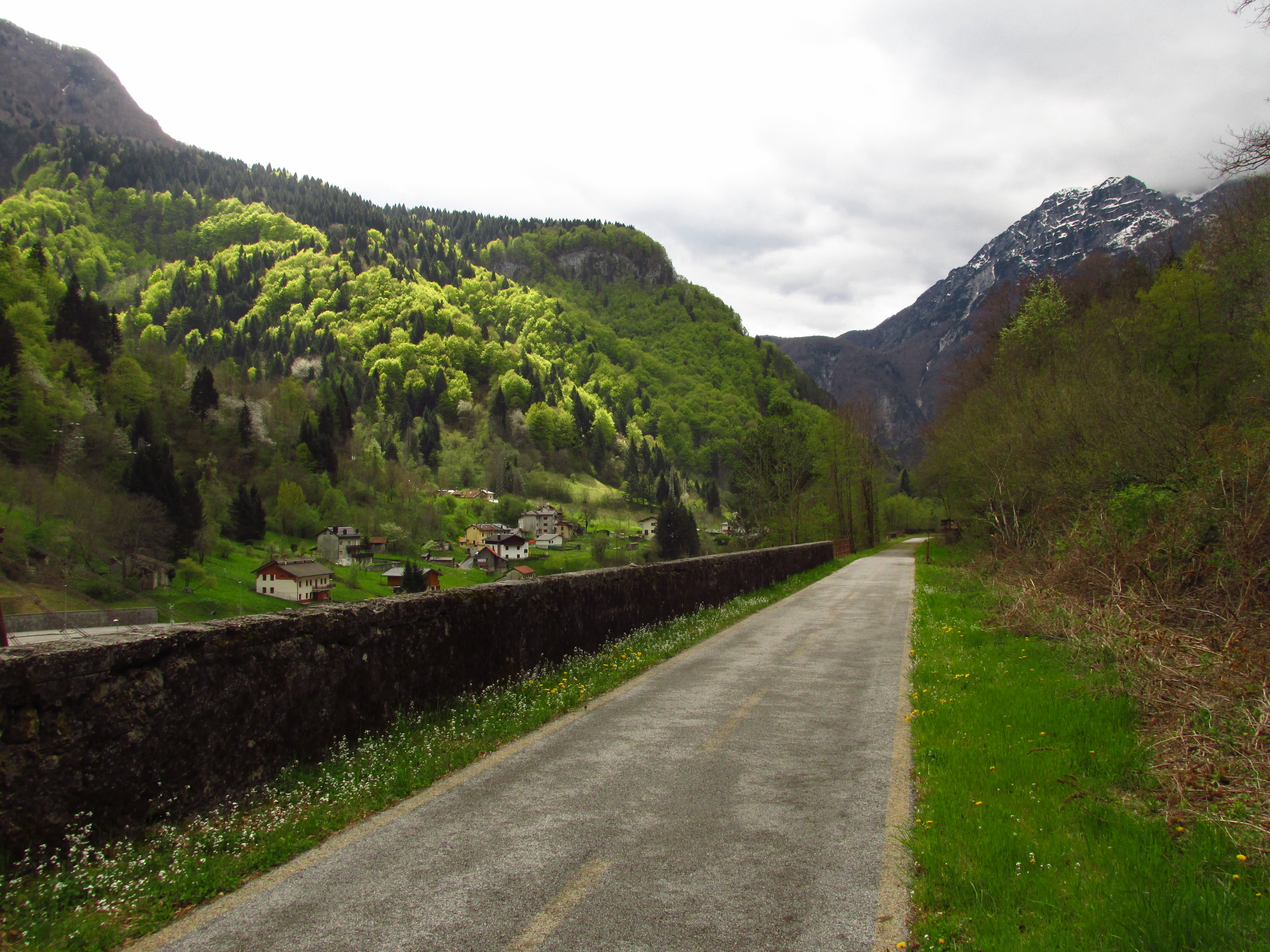
Alpe Adria Radweg im Frühjahr